# 汉口横滨正金银行大楼
横滨正金银行大楼，是原日资横滨正金银行在中国汉口建造的分行大楼。1894年，横滨正金银行在汉口英租界江滩开设汉口分行（现门牌号码沿江大道129号、南京路2号），1921年拆除旧屋，建造4层大楼，由景明洋行设计，建筑面积5632平方米，属于简化的古典主义风格，麻石外墙一直到顶。主入口设在转角处。沿两条马路的2个立面柱廊采用爱奥尼柱式的双柱排列。内部装饰华丽，有一些日本元素。1998年被公布为武汉市文物保护单位，又被列为武汉市优秀历史建筑。2006年作为汉口近代建筑群的一部分列为全国重点文物保护单位。现在为湖北省国际信托公司使用。 

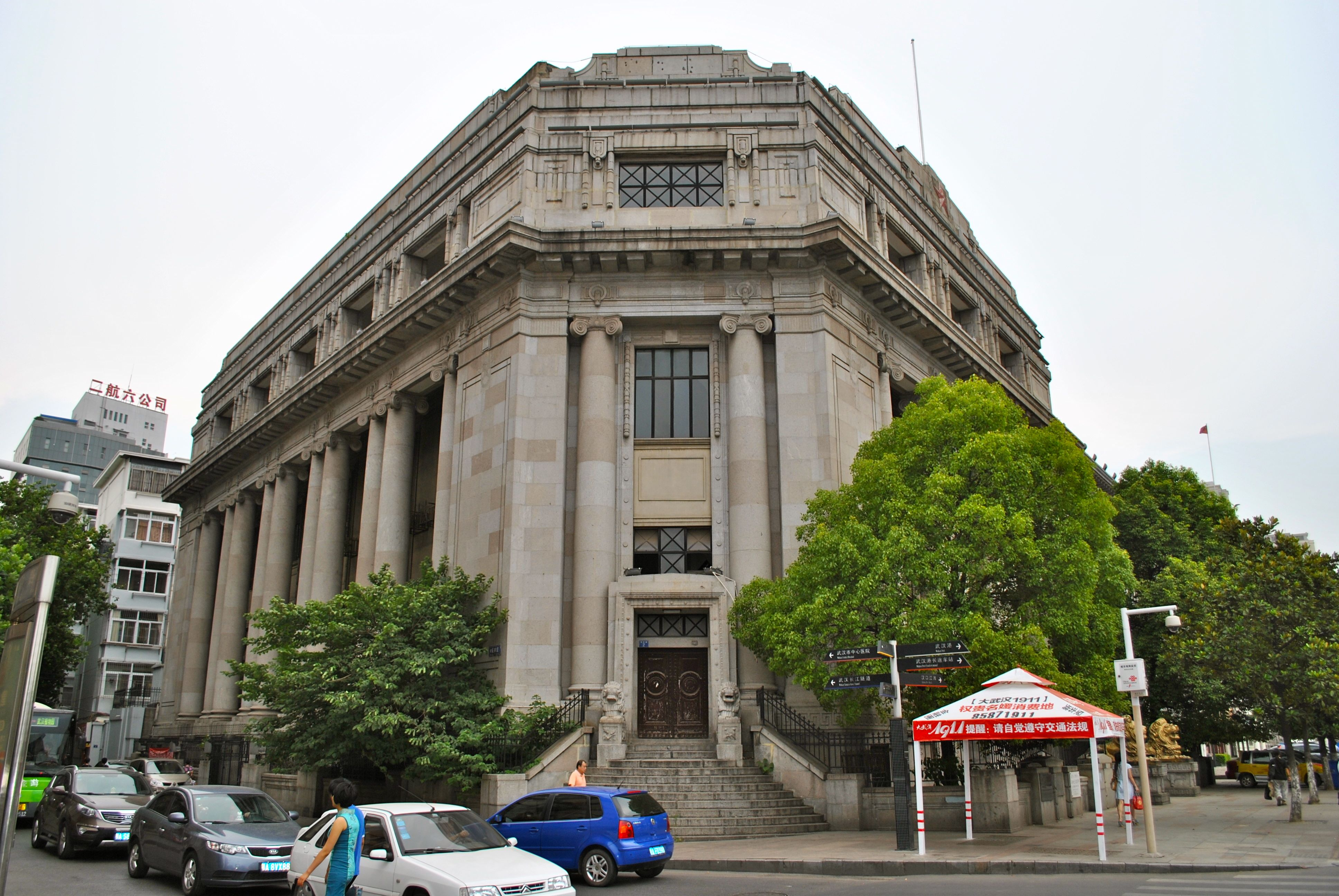
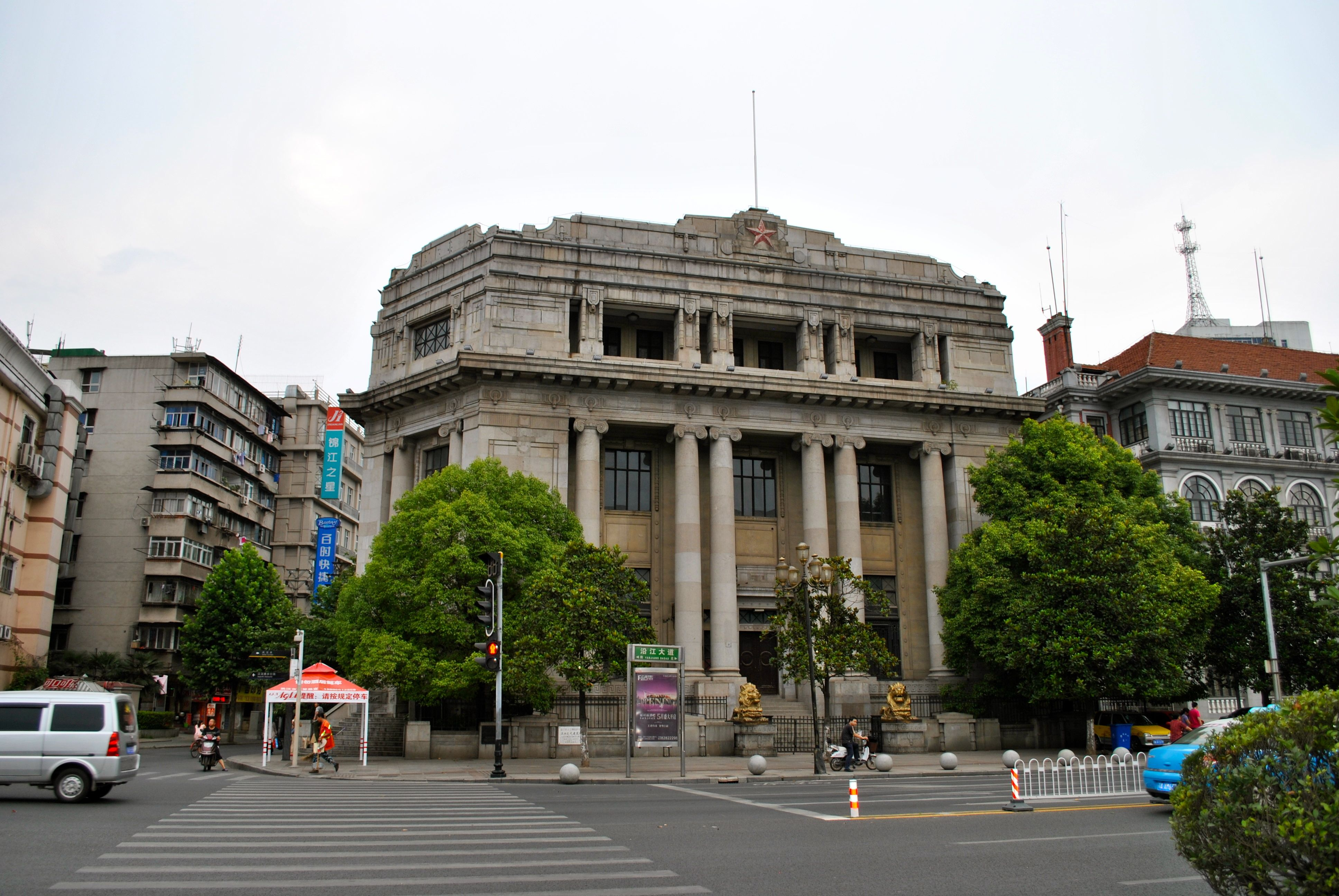
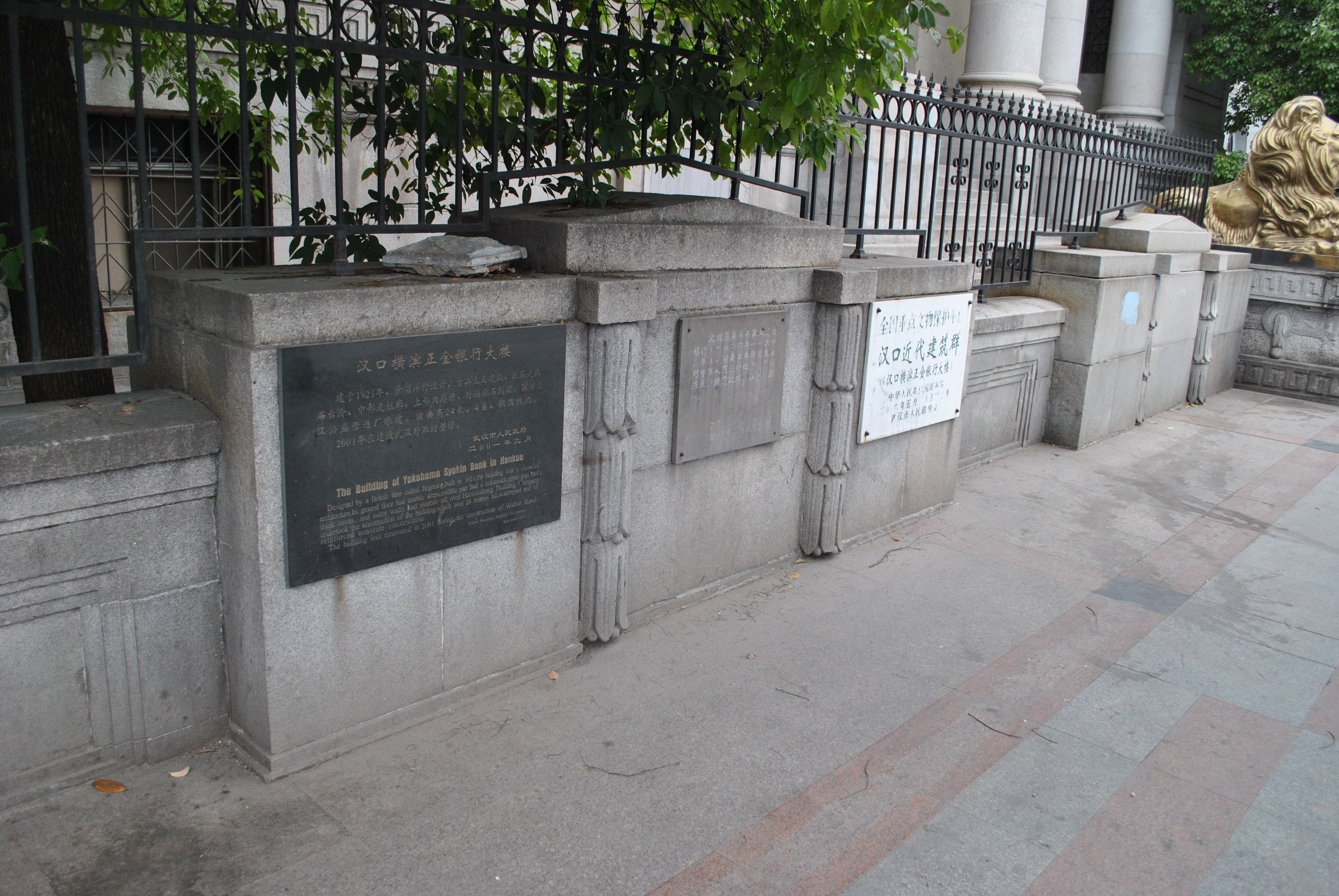
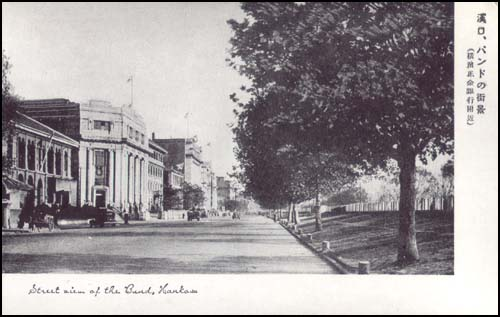
明信片上的横滨正金银行大楼